# J. Karjalainen

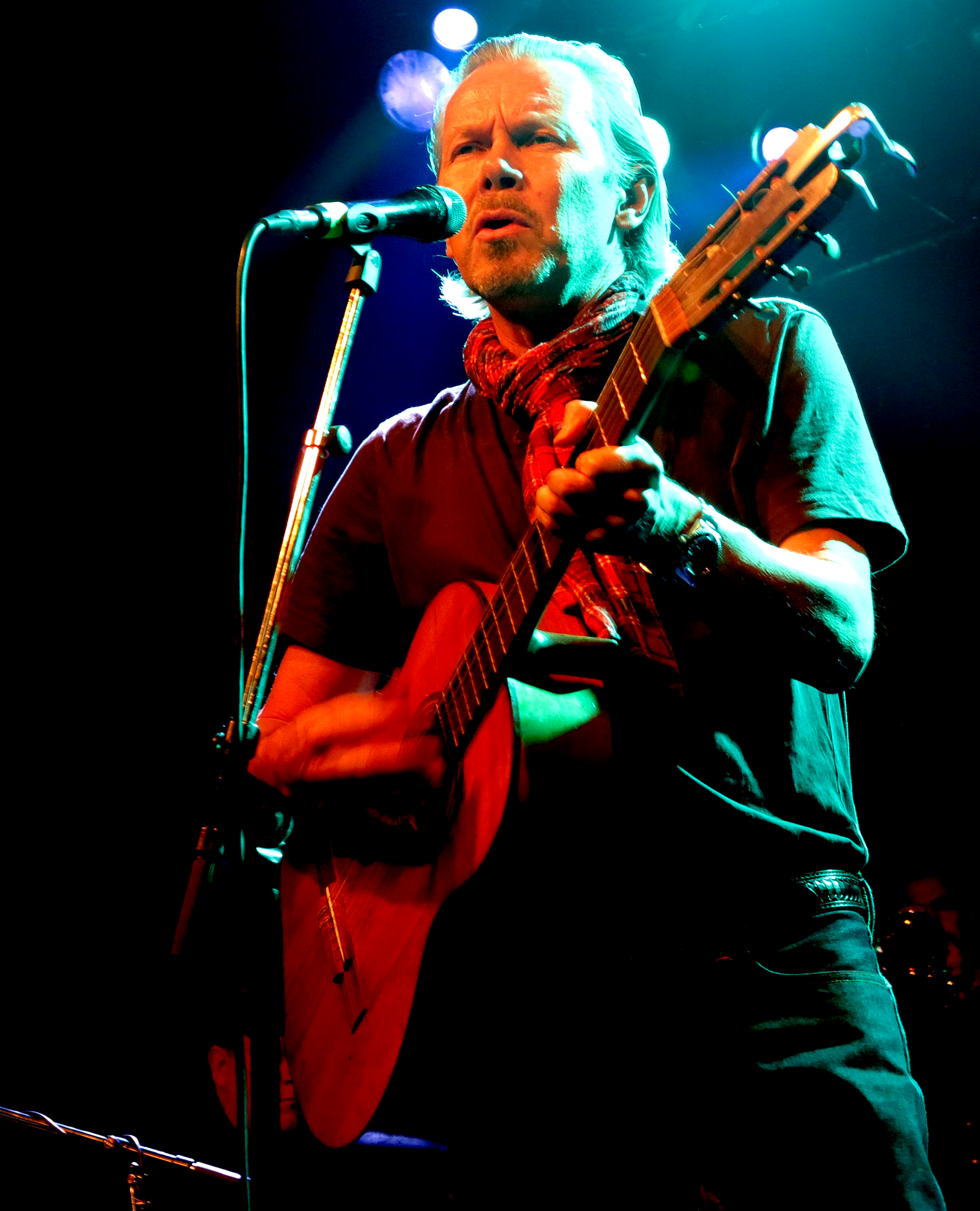
J. Karjalainen (2014)

Jukka Tapio „J.“ Karjalainen (* 1. April 1957 in Helsinki) ist ein finnischer Sänger und Musiker.

## Werdegang
Seine erste Veröffentlichung war 1981, J. Karjalainen ja Mustat lasit (J. Karjalainen und die schwarzen Brillen) auf dem finnischen Musiklabel Poko Rekords, wo auch seine folgenden Aufnahmen erschienen sind. Während die früheren Alben stark von Pop- bis Schlagermusik geprägt waren, sind heutige Songs dem Blues zuzuschreiben. Karjalainen reiste auf den Spuren finnischer Auswanderer durch den Norden der USA und griff deren Musiktradition auf. Er begleitet seine Songs auf der Gitarre und häufig auch auf einem Banjo. Dazu kommen akustische Instrumente wie Akkordeon und Kontrabass. Charakteristisch für die von 2006 bis 2010 erschienen drei Alben über „amerikafinnische Folksongs“ ist Karjalainens raue Stimme.

## Diskografie

### Studioalben
| Jahr | Titel                          | Höchstplatzierung, Gesamtwochen, AuszeichnungChartsChartplatzierungen (Jahr, Titel, Platzierungen, Wochen, Auszeichnungen, Anmerkungen) | Anmerkungen                                                          |
| Jahr | Titel                          | FI | Anmerkungen                                                          |
| ---- | ------------------------------ | --- | -------------------------------------------------------------------- |
| 1981 | J. Karjalainen ja Mustat lasit | — | J. Karjalainen ja Mustat Lasit                                       |
| 1982 | Yö kun saapuu Helsinkiin       | FI— GoldFI | J. Karjalainen ja Mustat Lasit                                       |
| 1983 | Tatsum tisal                   | — | J. Karjalainen ja Mustat Lasit                                       |
| 1985 | Doris                          | FI— GoldFI | J. Karjalainen ja Mustat Lasit                                       |
| 1986 | Varaani                        | FI— PlatinFI | J. Karjalainen ja Mustat Lasit                                       |
| 1987 | Kookospähkinäkitara            | FI— PlatinFI | J. Karjalainen ja Mustat Lasit                                       |
| 1988 | Lumipallo                      | FI— PlatinFI | J. Karjalainen ja Mustat Lasit                                       |
| 1990 | Keltaisessa talossa            | FI— GoldFI |                                                                      |
| 1991 | Päiväkirja                     | — | J. Karjalainen yhtyeineen                                            |
| 1992 | Tähtilampun alla               | FI— PlatinFI | J. Karjalainen yhtyeineen                                            |
| 1994 | Villejä lupiineja              | FI— PlatinFI | J. Karjalainen yhtyeineen                                            |
| 1996 | J. Karjalainen Electric Sauna  | FI2 Platin · (27 Wo.)FI | J. Karjalainen Electric Sauna                                        |
| 1998 | Laura Häkkisen silmät          | FI1 Platin · (24 Wo.)FI | J. Karjalainen Electric Sauna                                        |
| 1999 | Electric Picnic                | FI2 Gold · (12 Wo.)FI | Erstveröffentlichung: 15. Februar 1999 J. Karjalainen Electric Sauna |
| 2001 | Marjaniemessä                  | FI2 Gold · (14 Wo.)FI | Erstveröffentlichung: 12. März 2002 J. Karjalainen Electric Sauna    |
| 2002 | Valtatie                       | FI4 Gold · (5 Wo.)FI | Erstveröffentlichung: 11. Oktober 2002 J. Karjalainen Electric Sauna |
| 2006 | Lännen-Jukka                   | FI3 Gold · (21 Wo.)FI |                                                                      |
| 2008 | Paratiisin pojat               | FI7 (7 Wo.)FI | Erstveröffentlichung: 29. Oktober 2008 mit Veli-Matti Järvenpää      |
| 2010 | Polkabilly Rebels              | FI1 (10 Wo.)FI | Erstveröffentlichung: 31. März 2010                                  |
| 2013 | Et ole yksin                   | FI1 Platin · (44 Wo.)FI | Erstveröffentlichung: 15. März 2013                                  |
| 2015 | Sinulle, Sofia                 | FI2 Gold · (16 Wo.)FI | Erstveröffentlichung: 20. November 2015                              |
| 2018 | Sä kuljetat mua                | FI1 (13 Wo.)FI | Erstveröffentlichung: 19. Oktober 2018                               |
| 2022 | Soulavaris                     | FI1 (7 Wo.)FI | Erstveröffentlichung: 1. April 2022                                  |

grau schraffiert: keine Chartdaten aus diesem Jahr verfügbar

### Livealben
- 1983: Tunnussävel (J. Karjalainen ja Mustat Lasit)
- 1989: Live (J. Karjalainen ja Mustat Lasit)

### Kompilationen
| Jahr | Titel                                   | Höchstplatzierung, Gesamtwochen, AuszeichnungChartsChartplatzierungen (Jahr, Titel, Platzierungen, Wochen, Auszeichnungen, Anmerkungen) | Anmerkungen                               |
| Jahr | Titel                                   | FI | Anmerkungen                               |
| ---- | --------------------------------------- | --- | ----------------------------------------- |
| 1992 | Suurimmat hitit                         | FI19 ×2Doppelplatin · (37 Wo.)FI | Höchstplatzierung seit Charterhebung 1995 |
| 2004 | Vanhaa rautaa - Keihäänkärkiä 1992–2004 | FI4 Gold · (9 Wo.)FI |                                           |
| 2011 | Kaikki hitit                            | FI10 Gold · (17 Wo.)FI |                                           |

grau schraffiert: keine Chartdaten aus diesem Jahr verfügbar
Weitere Kompilationen
- 1983: Kokoelma
- 1987: Poko-klassikko
- 2005: Juhlakokoelma 1981-2005

### Singles
| Jahr | Titel Album                                               | Höchstplatzierung, Gesamtwochen, AuszeichnungChartsChartplatzierungen (Jahr, Titel, Album, Platzierungen, Wochen, Auszeichnungen, Anmerkungen) | Anmerkungen                   |
| Jahr | Titel Album                                               | FI | Anmerkungen                   |
| ---- | --------------------------------------------------------- | --- | ----------------------------- |
| 1998 | On kaikki niinkuin ennenkin J. Karjalainen Electric Sauna | FI11 (3 Wo.)FI | J. Karjalainen Electric Sauna |
| 2002 | Valtatie J. Karjalainen Electric Sauna                    | FI13 (1 Wo.)FI | J. Karjalainen Electric Sauna |
| 2013 | Mennyt mies Et ole yksin                                  | FI3 Gold · (15 Wo.)FI |                               |

### Videoalben
- 2004: Mikä mahtaa olla in?